# グラハム・アベニュー駅
グラハム・アベニュー駅（Graham Avenue）はブルックリン区ウィリアムズバーグのグラハム・アベニュー - メトロポリタン・アベニュー交差点にあるニューヨーク市地下鉄BMTカナーシー線の駅で、終日L系統が停車する。

## 駅構造
| G          | 地上階                       | 出入口                                                                   |
| P ホーム階 | 相対式ホーム、右側ドアが開く | 相対式ホーム、右側ドアが開く                                             |
| P ホーム階 | 北行線                       | ← 8番街駅行き（ロリマー・ストリート駅）                                  |
| P ホーム階 | 南行線                       | → カナーシー-ロッカウェイ・パークウェイ駅行き（グランド・ストリート駅）→ |
| P ホーム階 | 相対式ホーム、右側ドアが開く |                                                                          |

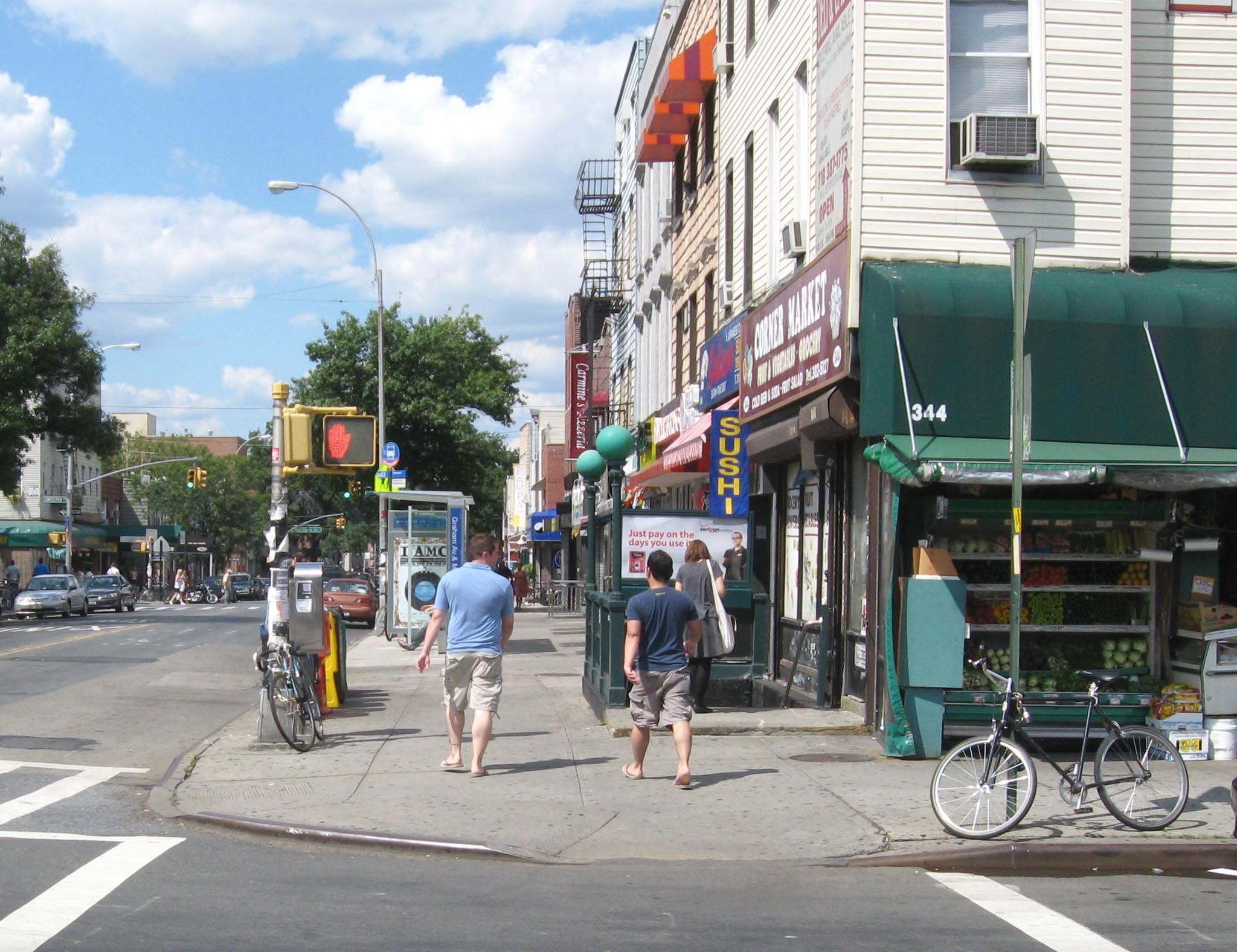
入口

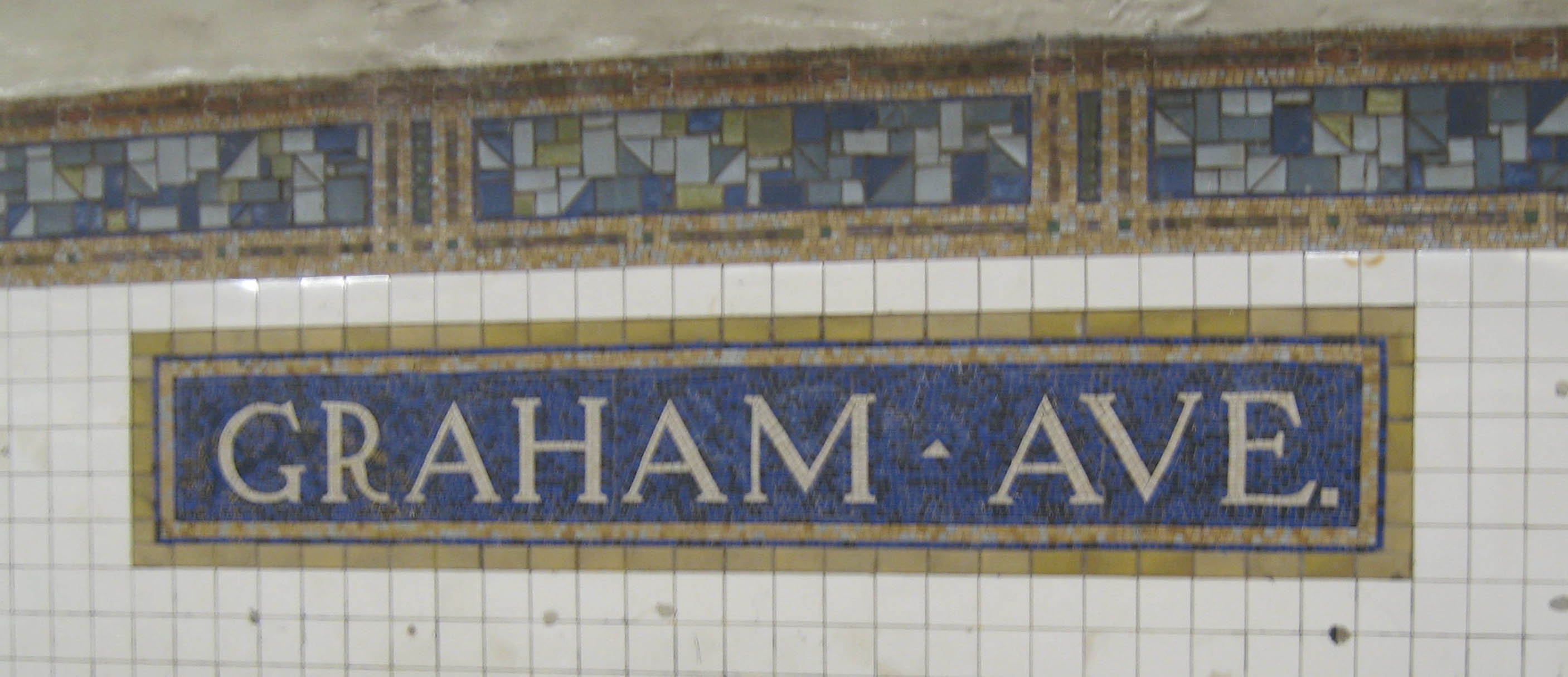
南行ホームの駅名標

グラハム・アベニュー駅はデュアル・コントラクトによりマンハッタンの6番街駅からモントローズ・アベニュー駅に向かって建設されたBMTカナーシー線の初期開業区間の駅で、1924年9月21日に開業した。相対式ホーム2面2線を有する。
ホーム壁面には開業当時からの緑と青の濃淡に桃色と黄色の縁取りを施したタイルモザイクの帯が設けられており、等間隔でグラハムの "G" をあしらった銘板がはめ込まれている。青地に金色のセリフ体で "GRAHAM AVE." とレタリングした駅名標には金色の縁取りが施されている。ホームには柱は設けられていない。

### 出口
土被りが浅いためホーム間連絡通路はなく、改札は各ホームの西端よりに設けられている。自動改札機と表通りに出る階段2本が配されており、マンハッタン方面ホームからはグラハム・アベニュー - メトロポリタン・アベニュー交差点の北東角および北西角、カナーシー方面ホームからは南東角および南西角に出ることができる。マンハッタン方面の改札には終日営業の窓口があるが、カナーシー方面には案内用窓口しかない。